# ヌーロサウルス
ヌーロサウルス (Nurosaurus ) は、白亜紀前期に生息していた草食恐竜で、アジア最大級の竜脚類である。推定体長は約25m。発見後しばらくはヌオエロサウルス (Nuoerosaurus ) という名前で知られていたが、現在の呼称は「ヌーロサウルス(Nurosaurus )」である。名称改変の理由は後述する。ただし、名称は発表されたが肝心の記載論文はまだ発表されていない(2014年時)で、どちらも正式な学名ではない。

## 概要
ヌーロサウルスの化石は、1985年、中国内蒙古自治区のチャガン・ノール(Qagan Nur)で発見された(ノールは現地のモンゴル人の言葉で「湖」の意)。発見された化石は、全身骨骼の70%にあたる。頭骨については、後頭部と歯だけが見つかったが、歯の形状の比較からカマラサウルスに似ていたと推定されている。
チャガン・ノールという地名は、中国語では「査干諾爾」と書く。発見地にちなんで、中国ではこの恐竜を「諾爾竜」と呼ぶ。この「諾爾」の北京官話の発音をローマ字で書くと「Nuo'er」となる(途中の「'」は切れ目を表すための記号)。また「査干」の普通話の発音はchaganである。これが旧称「ヌオエロサウルス・チャガネンシス(Nuoerosaurus chaganensis )」の由来であり、1991年まではこのスペリングのほうが普通だった。
しかしながら、現地のモンゴル語の「チャガン・ノール」をわざわざ漢民族風になまったうえでローマ字化するのは漢民族中心主義である、という批判もあった。そのため1992年以降、この恐竜の学名は、モンゴル語の発音により近い形で「ノール(Nur)のトカゲ」の意の「ヌーロサウルス(Nurosaurus )」となり、種小名のスペリングも「qaganensis 」と変更された。実際の命名は記載論文の発表を待つことになる。
ただし、日本やアメリカなど外国では、今でもヌオエロサウルスという旧称をそのまま使ってしまっているケースも多い。